# Lista di asteroidi (76001-77000)
Di seguito una lista di asteroidi dal numero 76001 al 77000 con data di scoperta e scopritore.

## 76001-76100
| Nome    | Designazione provvisoria | Data di scoperta | Scopritore |
| ------- | ------------------------ | ---------------- | ---------- |
| 76001 - | 2000 DB18                | 28 febbraio 2000 | LINEAR     |
| 76002 - | 2000 DR19                | 29 febbraio 2000 | LINEAR     |
| 76003 - | 2000 DD20                | 29 febbraio 2000 | LINEAR     |
| 76004 - | 2000 DG20                | 29 febbraio 2000 | LINEAR     |
| 76005 - | 2000 DK20                | 29 febbraio 2000 | LINEAR     |
| 76006 - | 2000 DX21                | 29 febbraio 2000 | LINEAR     |
| 76007 - | 2000 DT22                | 29 febbraio 2000 | LINEAR     |
| 76008 - | 2000 DV22                | 29 febbraio 2000 | LINEAR     |
| 76009 - | 2000 DY23                | 29 febbraio 2000 | LINEAR     |
| 76010 - | 2000 DZ23                | 29 febbraio 2000 | LINEAR     |
| 76011 - | 2000 DH26                | 29 febbraio 2000 | LINEAR     |
| 76012 - | 2000 DQ26                | 29 febbraio 2000 | LINEAR     |
| 76013 - | 2000 DX27                | 29 febbraio 2000 | LINEAR     |
| 76014 - | 2000 DV28                | 29 febbraio 2000 | LINEAR     |
| 76015 - | 2000 DH30                | 29 febbraio 2000 | LINEAR     |
| 76016 - | 2000 DU30                | 29 febbraio 2000 | LINEAR     |
| 76017 - | 2000 DD31                | 29 febbraio 2000 | LINEAR     |
| 76018 - | 2000 DL31                | 29 febbraio 2000 | LINEAR     |
| 76019 - | 2000 DU31                | 29 febbraio 2000 | LINEAR     |
| 76020 - | 2000 DD33                | 29 febbraio 2000 | LINEAR     |
| 76021 - | 2000 DH34                | 29 febbraio 2000 | LINEAR     |
| 76022 - | 2000 DV35                | 29 febbraio 2000 | LINEAR     |
| 76023 - | 2000 DB38                | 29 febbraio 2000 | LINEAR     |
| 76024 - | 2000 DJ38                | 29 febbraio 2000 | LINEAR     |
| 76025 - | 2000 DR38                | 29 febbraio 2000 | LINEAR     |
| 76026 - | 2000 DD39                | 29 febbraio 2000 | LINEAR     |
| 76027 - | 2000 DK40                | 29 febbraio 2000 | LINEAR     |
| 76028 - | 2000 DF43                | 29 febbraio 2000 | LINEAR     |
| 76029 - | 2000 DL44                | 29 febbraio 2000 | LINEAR     |
| 76030 - | 2000 DM44                | 29 febbraio 2000 | LINEAR     |
| 76031 - | 2000 DX44                | 29 febbraio 2000 | LINEAR     |
| 76032 - | 2000 DS46                | 29 febbraio 2000 | LINEAR     |
| 76033 - | 2000 DW46                | 29 febbraio 2000 | LINEAR     |
| 76034 - | 2000 DX46                | 29 febbraio 2000 | LINEAR     |
| 76035 - | 2000 DD47                | 29 febbraio 2000 | LINEAR     |
| 76036 - | 2000 DF49                | 29 febbraio 2000 | LINEAR     |
| 76037 - | 2000 DA50                | 29 febbraio 2000 | LINEAR     |
| 76038 - | 2000 DJ51                | 29 febbraio 2000 | LINEAR     |
| 76039 - | 2000 DK51                | 29 febbraio 2000 | LINEAR     |
| 76040 - | 2000 DD52                | 29 febbraio 2000 | LINEAR     |
| 76041 - | 2000 DC53                | 29 febbraio 2000 | LINEAR     |
| 76042 - | 2000 DY53                | 29 febbraio 2000 | LINEAR     |
| 76043 - | 2000 DN54                | 29 febbraio 2000 | LINEAR     |
| 76044 - | 2000 DV55                | 29 febbraio 2000 | LINEAR     |
| 76045 - | 2000 DC56                | 29 febbraio 2000 | LINEAR     |
| 76046 - | 2000 DL56                | 29 febbraio 2000 | LINEAR     |
| 76047 - | 2000 DS56                | 29 febbraio 2000 | LINEAR     |
| 76048 - | 2000 DY56                | 29 febbraio 2000 | LINEAR     |
| 76049 - | 2000 DA57                | 29 febbraio 2000 | LINEAR     |
| 76050 - | 2000 DF58                | 29 febbraio 2000 | LINEAR     |
| 76051 - | 2000 DE59                | 29 febbraio 2000 | LINEAR     |
| 76052 - | 2000 DK59                | 29 febbraio 2000 | LINEAR     |
| 76053 - | 2000 DC61                | 29 febbraio 2000 | LINEAR     |
| 76054 - | 2000 DE61                | 29 febbraio 2000 | LINEAR     |
| 76055 - | 2000 DF61                | 29 febbraio 2000 | LINEAR     |
| 76056 - | 2000 DN61                | 29 febbraio 2000 | LINEAR     |
| 76057 - | 2000 DZ61                | 29 febbraio 2000 | LINEAR     |
| 76058 - | 2000 DD63                | 29 febbraio 2000 | LINEAR     |
| 76059 - | 2000 DV63                | 29 febbraio 2000 | LINEAR     |
| 76060 - | 2000 DJ68                | 29 febbraio 2000 | LINEAR     |
| 76061 - | 2000 DZ68                | 29 febbraio 2000 | LINEAR     |
| 76062 - | 2000 DB70                | 29 febbraio 2000 | LINEAR     |
| 76063 - | 2000 DW70                | 29 febbraio 2000 | LINEAR     |
| 76064 - | 2000 DM73                | 29 febbraio 2000 | LINEAR     |
| 76065 - | 2000 DD74                | 29 febbraio 2000 | LINEAR     |
| 76066 - | 2000 DC75                | 29 febbraio 2000 | LINEAR     |
| 76067 - | 2000 DF77                | 29 febbraio 2000 | LINEAR     |
| 76068 - | 2000 DK77                | 29 febbraio 2000 | LINEAR     |
| 76069 - | 2000 DS77                | 29 febbraio 2000 | LINEAR     |
| 76070 - | 2000 DN78                | 29 febbraio 2000 | LINEAR     |
| 76071 - | 2000 DC80                | 28 febbraio 2000 | LINEAR     |
| 76072 - | 2000 DT80                | 28 febbraio 2000 | LINEAR     |
| 76073 - | 2000 DB82                | 28 febbraio 2000 | LINEAR     |
| 76074 - | 2000 DC82                | 28 febbraio 2000 | LINEAR     |
| 76075 - | 2000 DM82                | 28 febbraio 2000 | LINEAR     |
| 76076 - | 2000 DL85                | 29 febbraio 2000 | LINEAR     |
| 76077 - | 2000 DW85                | 29 febbraio 2000 | LINEAR     |
| 76078 - | 2000 DP86                | 29 febbraio 2000 | LINEAR     |
| 76079 - | 2000 DT86                | 29 febbraio 2000 | LINEAR     |
| 76080 - | 2000 DA87                | 29 febbraio 2000 | LINEAR     |
| 76081 - | 2000 DV87                | 29 febbraio 2000 | LINEAR     |
| 76082 - | 2000 DJ88                | 29 febbraio 2000 | LINEAR     |
| 76083 - | 2000 DD90                | 27 febbraio 2000 | Spacewatch |
| 76084 - | 2000 DD92                | 27 febbraio 2000 | Spacewatch |
| 76085 - | 2000 DF92                | 27 febbraio 2000 | Spacewatch |
| 76086 - | 2000 DK92                | 27 febbraio 2000 | Spacewatch |
| 76087 - | 2000 DK93                | 28 febbraio 2000 | LINEAR     |
| 76088 - | 2000 DG94                | 28 febbraio 2000 | LINEAR     |
| 76089 - | 2000 DH94                | 28 febbraio 2000 | LINEAR     |
| 76090 - | 2000 DQ94                | 28 febbraio 2000 | LINEAR     |
| 76091 - | 2000 DT94                | 28 febbraio 2000 | LINEAR     |
| 76092 - | 2000 DV95                | 28 febbraio 2000 | LINEAR     |
| 76093 - | 2000 DP96                | 29 febbraio 2000 | LINEAR     |
| 76094 - | 2000 DE97                | 29 febbraio 2000 | LINEAR     |
| 76095 - | 2000 DL97                | 29 febbraio 2000 | LINEAR     |
| 76096 - | 2000 DQ97                | 29 febbraio 2000 | LINEAR     |
| 76097 - | 2000 DN98                | 29 febbraio 2000 | LINEAR     |
| 76098 - | 2000 DA99                | 29 febbraio 2000 | LINEAR     |
| 76099 - | 2000 DV100               | 29 febbraio 2000 | LINEAR     |
| 76100 - | 2000 DC101               | 29 febbraio 2000 | LINEAR     |

## 76101-76200
| Nome    | Designazione provvisoria | Data di scoperta | Scopritore   |
| ------- | ------------------------ | ---------------- | ------------ |
| 76101 - | 2000 DD101               | 29 febbraio 2000 | LINEAR       |
| 76102 - | 2000 DP102               | 29 febbraio 2000 | LINEAR       |
| 76103 - | 2000 DF103               | 29 febbraio 2000 | LINEAR       |
| 76104 - | 2000 DT103               | 29 febbraio 2000 | LINEAR       |
| 76105 - | 2000 DV103               | 29 febbraio 2000 | LINEAR       |
| 76106 - | 2000 DF104               | 29 febbraio 2000 | LINEAR       |
| 76107 - | 2000 DG104               | 29 febbraio 2000 | LINEAR       |
| 76108 - | 2000 DX105               | 29 febbraio 2000 | LINEAR       |
| 76109 - | 2000 DC106               | 29 febbraio 2000 | LINEAR       |
| 76110 - | 2000 DD106               | 29 febbraio 2000 | LINEAR       |
| 76111 - | 2000 DK106               | 29 febbraio 2000 | LINEAR       |
| 76112 - | 2000 DC107               | 29 febbraio 2000 | LINEAR       |
| 76113 - | 2000 DE107               | 29 febbraio 2000 | LINEAR       |
| 76114 - | 2000 DF107               | 29 febbraio 2000 | LINEAR       |
| 76115 - | 2000 DU107               | 28 febbraio 2000 | LINEAR       |
| 76116 - | 2000 DZ109               | 29 febbraio 2000 | LINEAR       |
| 76117 - | 2000 DM110               | 26 febbraio 2000 | T. Pauwels   |
| 76118 - | 2000 DT110               | 27 febbraio 2000 | LINEAR       |
| 76119 - | 2000 DR112               | 29 febbraio 2000 | LINEAR       |
| 76120 - | 2000 DO114               | 28 febbraio 2000 | Spacewatch   |
| 76121 - | 2000 DG117               | 25 febbraio 2000 | CSS          |
| 76122 - | 2000 DR117               | 25 febbraio 2000 | Spacewatch   |
| 76123 - | 2000 EE                  | 1 marzo 2000     | T. Kobayashi |
| 76124 - | 2000 EF1                 | 3 marzo 2000     | LINEAR       |
| 76125 - | 2000 EQ1                 | 3 marzo 2000     | LINEAR       |
| 76126 - | 2000 EW3                 | 1 marzo 2000     | CSS          |
| 76127 - | 2000 EV5                 | 2 marzo 2000     | Spacewatch   |
| 76128 - | 2000 EZ6                 | 2 marzo 2000     | Spacewatch   |
| 76129 - | 2000 EC8                 | 3 marzo 2000     | LINEAR       |
| 76130 - | 2000 ED8                 | 3 marzo 2000     | LINEAR       |
| 76131 - | 2000 EF8                 | 3 marzo 2000     | LINEAR       |
| 76132 - | 2000 EF10                | 3 marzo 2000     | LINEAR       |
| 76133 - | 2000 ET10                | 4 marzo 2000     | LINEAR       |
| 76134 - | 2000 EB11                | 4 marzo 2000     | LINEAR       |
| 76135 - | 2000 EO11                | 4 marzo 2000     | LINEAR       |
| 76136 - | 2000 EF12                | 4 marzo 2000     | LINEAR       |
| 76137 - | 2000 EQ12                | 4 marzo 2000     | LINEAR       |
| 76138 - | 2000 EX12                | 4 marzo 2000     | LINEAR       |
| 76139 - | 2000 EZ12                | 4 marzo 2000     | LINEAR       |
| 76140 - | 2000 EG13                | 4 marzo 2000     | LINEAR       |
| 76141 - | 2000 EJ13                | 5 marzo 2000     | LINEAR       |
| 76142 - | 2000 ER13                | 5 marzo 2000     | LINEAR       |
| 76143 - | 2000 EV13                | 5 marzo 2000     | LINEAR       |
| 76144 - | 2000 EK14                | 5 marzo 2000     | K. Korlević  |
| 76145 - | 2000 EO16                | 3 marzo 2000     | LINEAR       |
| 76146 - | 2000 EU16                | 3 marzo 2000     | LINEAR       |
| 76147 - | 2000 EY16                | 3 marzo 2000     | LINEAR       |
| 76148 - | 2000 EP17                | 4 marzo 2000     | LINEAR       |
| 76149 - | 2000 EY17                | 4 marzo 2000     | LINEAR       |
| 76150 - | 2000 EE18                | 4 marzo 2000     | LINEAR       |
| 76151 - | 2000 EA20                | 7 marzo 2000     | LINEAR       |
| 76152 - | 2000 EH20                | 3 marzo 2000     | CSS          |
| 76153 - | 2000 ER20                | 3 marzo 2000     | CSS          |
| 76154 - | 2000 ET20                | 3 marzo 2000     | CSS          |
| 76155 - | 2000 EX20                | 3 marzo 2000     | CSS          |
| 76156 - | 2000 EG21                | 3 marzo 2000     | CSS          |
| 76157 - | 2000 ET21                | 5 marzo 2000     | LINEAR       |
| 76158 - | 2000 EL22                | 3 marzo 2000     | Spacewatch   |
| 76159 - | 2000 EQ22                | 3 marzo 2000     | Spacewatch   |
| 76160 - | 2000 EV23                | 8 marzo 2000     | Spacewatch   |
| 76161 - | 2000 EY23                | 8 marzo 2000     | Spacewatch   |
| 76162 - | 2000 EC25                | 8 marzo 2000     | Spacewatch   |
| 76163 - | 2000 EB27                | 3 marzo 2000     | LINEAR       |
| 76164 - | 2000 EC27                | 3 marzo 2000     | LINEAR       |
| 76165 - | 2000 EV28                | 4 marzo 2000     | LINEAR       |
| 76166 - | 2000 EX28                | 4 marzo 2000     | LINEAR       |
| 76167 - | 2000 ED29                | 4 marzo 2000     | LINEAR       |
| 76168 - | 2000 EO29                | 5 marzo 2000     | LINEAR       |
| 76169 - | 2000 ES29                | 5 marzo 2000     | LINEAR       |
| 76170 - | 2000 EF30                | 5 marzo 2000     | LINEAR       |
| 76171 - | 2000 EH31                | 5 marzo 2000     | LINEAR       |
| 76172 - | 2000 ET31                | 5 marzo 2000     | LINEAR       |
| 76173 - | 2000 EE32                | 5 marzo 2000     | LINEAR       |
| 76174 - | 2000 EJ32                | 5 marzo 2000     | LINEAR       |
| 76175 - | 2000 EC34                | 5 marzo 2000     | LINEAR       |
| 76176 - | 2000 EK35                | 8 marzo 2000     | LINEAR       |
| 76177 - | 2000 EG36                | 5 marzo 2000     | LINEAR       |
| 76178 - | 2000 EL36                | 5 marzo 2000     | LINEAR       |
| 76179 - | 2000 EM36                | 5 marzo 2000     | LINEAR       |
| 76180 - | 2000 ER36                | 8 marzo 2000     | LINEAR       |
| 76181 - | 2000 EX36                | 8 marzo 2000     | LINEAR       |
| 76182 - | 2000 EB39                | 8 marzo 2000     | LINEAR       |
| 76183 - | 2000 EN39                | 8 marzo 2000     | LINEAR       |
| 76184 - | 2000 EP39                | 8 marzo 2000     | LINEAR       |
| 76185 - | 2000 EQ39                | 8 marzo 2000     | LINEAR       |
| 76186 - | 2000 EC40                | 8 marzo 2000     | LINEAR       |
| 76187 - | 2000 EX40                | 8 marzo 2000     | LINEAR       |
| 76188 - | 2000 EY40                | 8 marzo 2000     | LINEAR       |
| 76189 - | 2000 EC41                | 8 marzo 2000     | LINEAR       |
| 76190 - | 2000 EG42                | 8 marzo 2000     | LINEAR       |
| 76191 - | 2000 EQ42                | 8 marzo 2000     | LINEAR       |
| 76192 - | 2000 EU43                | 8 marzo 2000     | LINEAR       |
| 76193 - | 2000 EW44                | 9 marzo 2000     | LINEAR       |
| 76194 - | 2000 EG45                | 9 marzo 2000     | LINEAR       |
| 76195 - | 2000 EU45                | 9 marzo 2000     | LINEAR       |
| 76196 - | 2000 EP46                | 9 marzo 2000     | LINEAR       |
| 76197 - | 2000 EK47                | 9 marzo 2000     | LINEAR       |
| 76198 - | 2000 EA49                | 9 marzo 2000     | LINEAR       |
| 76199 - | 2000 EO49                | 9 marzo 2000     | LINEAR       |
| 76200 - | 2000 EL50                | 10 marzo 2000    | P. G. Comba  |

## 76201-76300
| Nome          | Designazione provvisoria | Data di scoperta | Scopritore                  |
| ------------- | ------------------------ | ---------------- | --------------------------- |
| 76201 -       | 2000 EM53                | 8 marzo 2000     | Spacewatch                  |
| 76202 -       | 2000 ER53                | 8 marzo 2000     | Spacewatch                  |
| 76203 -       | 2000 ER54                | 10 marzo 2000    | Spacewatch                  |
| 76204 -       | 2000 EF56                | 8 marzo 2000     | LINEAR                      |
| 76205 -       | 2000 EV56                | 8 marzo 2000     | LINEAR                      |
| 76206 -       | 2000 ES59                | 10 marzo 2000    | LINEAR                      |
| 76207 -       | 2000 EW59                | 10 marzo 2000    | LINEAR                      |
| 76208 -       | 2000 EZ59                | 10 marzo 2000    | LINEAR                      |
| 76209 -       | 2000 ES61                | 10 marzo 2000    | LINEAR                      |
| 76210 -       | 2000 ET61                | 10 marzo 2000    | LINEAR                      |
| 76211 -       | 2000 ED63                | 10 marzo 2000    | LINEAR                      |
| 76212 -       | 2000 EL63                | 10 marzo 2000    | LINEAR                      |
| 76213 -       | 2000 ET64                | 10 marzo 2000    | LINEAR                      |
| 76214 -       | 2000 EV64                | 10 marzo 2000    | LINEAR                      |
| 76215 -       | 2000 ET65                | 10 marzo 2000    | LINEAR                      |
| 76216 -       | 2000 EO66                | 10 marzo 2000    | LINEAR                      |
| 76217 -       | 2000 EC67                | 10 marzo 2000    | LINEAR                      |
| 76218 -       | 2000 ER67                | 10 marzo 2000    | LINEAR                      |
| 76219 -       | 2000 ER68                | 10 marzo 2000    | LINEAR                      |
| 76220 -       | 2000 EY68                | 10 marzo 2000    | LINEAR                      |
| 76221 -       | 2000 EH69                | 10 marzo 2000    | LINEAR                      |
| 76222 -       | 2000 EL69                | 10 marzo 2000    | LINEAR                      |
| 76223 -       | 2000 EX69                | 10 marzo 2000    | LINEAR                      |
| 76224 -       | 2000 EY69                | 10 marzo 2000    | LINEAR                      |
| 76225 -       | 2000 EC70                | 10 marzo 2000    | LINEAR                      |
| 76226 -       | 2000 EO70                | 10 marzo 2000    | LINEAR                      |
| 76227 -       | 2000 EM71                | 9 marzo 2000     | Spacewatch                  |
| 76228 -       | 2000 EH75                | 9 marzo 2000     | LINEAR                      |
| 76229 -       | 2000 EK75                | 4 marzo 2000     | J. V. McClusky              |
| 76230 -       | 2000 EP75                | 4 marzo 2000     | LINEAR                      |
| 76231 -       | 2000 ET75                | 5 marzo 2000     | LINEAR                      |
| 76232 -       | 2000 EU78                | 5 marzo 2000     | LINEAR                      |
| 76233 -       | 2000 EX78                | 5 marzo 2000     | LINEAR                      |
| 76234 -       | 2000 EQ79                | 5 marzo 2000     | LINEAR                      |
| 76235 -       | 2000 EY80                | 5 marzo 2000     | LINEAR                      |
| 76236 -       | 2000 ED81                | 5 marzo 2000     | LINEAR                      |
| 76237 -       | 2000 EO81                | 5 marzo 2000     | LINEAR                      |
| 76238 -       | 2000 EU81                | 5 marzo 2000     | LINEAR                      |
| 76239 -       | 2000 EF82                | 5 marzo 2000     | LINEAR                      |
| 76240 -       | 2000 EP82                | 5 marzo 2000     | LINEAR                      |
| 76241 -       | 2000 EQ82                | 5 marzo 2000     | LINEAR                      |
| 76242 -       | 2000 ED84                | 5 marzo 2000     | LINEAR                      |
| 76243 -       | 2000 EJ85                | 8 marzo 2000     | LINEAR                      |
| 76244 -       | 2000 EW85                | 8 marzo 2000     | LINEAR                      |
| 76245 -       | 2000 EN86                | 8 marzo 2000     | LINEAR                      |
| 76246 -       | 2000 EX86                | 8 marzo 2000     | LINEAR                      |
| 76247 -       | 2000 EM87                | 8 marzo 2000     | LINEAR                      |
| 76248 -       | 2000 ES87                | 8 marzo 2000     | LINEAR                      |
| 76249 -       | 2000 EV87                | 8 marzo 2000     | LINEAR                      |
| 76250 -       | 2000 EJ88                | 9 marzo 2000     | LINEAR                      |
| 76251 -       | 2000 EK91                | 9 marzo 2000     | LINEAR                      |
| 76252 -       | 2000 EJ93                | 9 marzo 2000     | LINEAR                      |
| 76253 -       | 2000 ER93                | 9 marzo 2000     | LINEAR                      |
| 76254 -       | 2000 ET93                | 9 marzo 2000     | LINEAR                      |
| 76255 -       | 2000 EQ94                | 9 marzo 2000     | LINEAR                      |
| 76256 -       | 2000 ET94                | 9 marzo 2000     | LINEAR                      |
| 76257 -       | 2000 EA97                | 10 marzo 2000    | LINEAR                      |
| 76258 -       | 2000 EZ98                | 10 marzo 2000    | Spacewatch                  |
| 76259 -       | 2000 EZ100               | 12 marzo 2000    | Spacewatch                  |
| 76260 -       | 2000 ES102               | 14 marzo 2000    | Spacewatch                  |
| 76261 -       | 2000 EU103               | 12 marzo 2000    | LINEAR                      |
| 76262 -       | 2000 EV104               | 14 marzo 2000    | LINEAR                      |
| 76263 -       | 2000 EY104               | 11 marzo 2000    | LONEOS                      |
| 76264 -       | 2000 EZ104               | 11 marzo 2000    | LONEOS                      |
| 76265 -       | 2000 EB105               | 11 marzo 2000    | LONEOS                      |
| 76266 -       | 2000 EE105               | 11 marzo 2000    | LONEOS                      |
| 76267 -       | 2000 EN105               | 11 marzo 2000    | LONEOS                      |
| 76268 -       | 2000 EU105               | 11 marzo 2000    | LONEOS                      |
| 76269 -       | 2000 EM107               | 8 marzo 2000     | LINEAR                      |
| 76270 -       | 2000 ED110               | 8 marzo 2000     | NEAT                        |
| 76271 -       | 2000 EH110               | 8 marzo 2000     | NEAT                        |
| 76272 De Jong | 2000 EJ110               | 8 marzo 2000     | NEAT                        |
| 76273 -       | 2000 EZ111               | 9 marzo 2000     | LINEAR                      |
| 76274 -       | 2000 EJ112               | 9 marzo 2000     | LINEAR                      |
| 76275 -       | 2000 EW113               | 9 marzo 2000     | LINEAR                      |
| 76276 -       | 2000 EQ114               | 9 marzo 2000     | Uppsala-DLR Asteroid Survey |
| 76277 -       | 2000 ER114               | 9 marzo 2000     | Uppsala-DLR Asteroid Survey |
| 76278 -       | 2000 EP115               | 10 marzo 2000    | Spacewatch                  |
| 76279 -       | 2000 ET116               | 10 marzo 2000    | LINEAR                      |
| 76280 -       | 2000 EK117               | 11 marzo 2000    | LONEOS                      |
| 76281 -       | 2000 EM118               | 11 marzo 2000    | LONEOS                      |
| 76282 -       | 2000 EG119               | 11 marzo 2000    | LONEOS                      |
| 76283 -       | 2000 ET119               | 11 marzo 2000    | LONEOS                      |
| 76284 -       | 2000 EC120               | 11 marzo 2000    | LONEOS                      |
| 76285 -       | 2000 EE121               | 11 marzo 2000    | LONEOS                      |
| 76286 -       | 2000 EK121               | 11 marzo 2000    | LONEOS                      |
| 76287 -       | 2000 EB123               | 11 marzo 2000    | CSS                         |
| 76288 -       | 2000 EJ123               | 11 marzo 2000    | LONEOS                      |
| 76289 -       | 2000 EG124               | 11 marzo 2000    | LONEOS                      |
| 76290 -       | 2000 EG125               | 11 marzo 2000    | LONEOS                      |
| 76291 -       | 2000 EH126               | 11 marzo 2000    | LONEOS                      |
| 76292 -       | 2000 ER126               | 11 marzo 2000    | LONEOS                      |
| 76293 -       | 2000 EV127               | 11 marzo 2000    | LONEOS                      |
| 76294 -       | 2000 EA129               | 11 marzo 2000    | LONEOS                      |
| 76295 -       | 2000 EY129               | 11 marzo 2000    | LONEOS                      |
| 76296 -       | 2000 EE130               | 11 marzo 2000    | LONEOS                      |
| 76297 -       | 2000 EN130               | 11 marzo 2000    | LONEOS                      |
| 76298 -       | 2000 EC131               | 11 marzo 2000    | LONEOS                      |
| 76299 -       | 2000 EF132               | 11 marzo 2000    | LINEAR                      |
| 76300 -       | 2000 EA133               | 11 marzo 2000    | LINEAR                      |

## 76301-76400
| Nome             | Designazione provvisoria | Data di scoperta | Scopritore                  |
| ---------------- | ------------------------ | ---------------- | --------------------------- |
| 76301 -          | 2000 EL133               | 11 marzo 2000    | LINEAR                      |
| 76302 -          | 2000 EP134               | 11 marzo 2000    | LONEOS                      |
| 76303 -          | 2000 EY134               | 11 marzo 2000    | LONEOS                      |
| 76304 -          | 2000 EC135               | 11 marzo 2000    | LONEOS                      |
| 76305 -          | 2000 EH135               | 11 marzo 2000    | LONEOS                      |
| 76306 -          | 2000 ES136               | 12 marzo 2000    | LINEAR                      |
| 76307 -          | 2000 EN137               | 7 marzo 2000     | LINEAR                      |
| 76308 -          | 2000 EO137               | 7 marzo 2000     | LINEAR                      |
| 76309 Ronferdie  | 2000 EX137               | 10 marzo 2000    | R. Hill                     |
| 76310 Kurczewski | 2000 EM138               | 11 marzo 2000    | CSS                         |
| 76311 -          | 2000 EP138               | 11 marzo 2000    | CSS                         |
| 76312 -          | 2000 ER138               | 11 marzo 2000    | CSS                         |
| 76313 -          | 2000 EU138               | 11 marzo 2000    | CSS                         |
| 76314 -          | 2000 EN139               | 11 marzo 2000    | CSS                         |
| 76315 -          | 2000 EP139               | 11 marzo 2000    | CSS                         |
| 76316 -          | 2000 EY140               | 2 marzo 2000     | CSS                         |
| 76317 -          | 2000 EZ140               | 2 marzo 2000     | CSS                         |
| 76318 -          | 2000 EY141               | 2 marzo 2000     | CSS                         |
| 76319 -          | 2000 ET142               | 3 marzo 2000     | CSS                         |
| 76320 -          | 2000 EN144               | 3 marzo 2000     | CSS                         |
| 76321 -          | 2000 EJ145               | 3 marzo 2000     | CSS                         |
| 76322 -          | 2000 EP145               | 3 marzo 2000     | CSS                         |
| 76323 -          | 2000 ET145               | 3 marzo 2000     | LINEAR                      |
| 76324 -          | 2000 EX145               | 4 marzo 2000     | LINEAR                      |
| 76325 -          | 2000 EZ145               | 4 marzo 2000     | CSS                         |
| 76326 -          | 2000 EV147               | 4 marzo 2000     | LINEAR                      |
| 76327 -          | 2000 EE148               | 4 marzo 2000     | CSS                         |
| 76328 -          | 2000 EG148               | 4 marzo 2000     | CSS                         |
| 76329 -          | 2000 EH148               | 4 marzo 2000     | CSS                         |
| 76330 -          | 2000 EX148               | 4 marzo 2000     | CSS                         |
| 76331 -          | 2000 ED149               | 5 marzo 2000     | LINEAR                      |
| 76332 -          | 2000 EG149               | 5 marzo 2000     | LINEAR                      |
| 76333 -          | 2000 EV149               | 5 marzo 2000     | LINEAR                      |
| 76334 -          | 2000 EJ150               | 5 marzo 2000     | NEAT                        |
| 76335 -          | 2000 EL150               | 5 marzo 2000     | NEAT                        |
| 76336 -          | 2000 EO151               | 6 marzo 2000     | NEAT                        |
| 76337 -          | 2000 EY152               | 6 marzo 2000     | NEAT                        |
| 76338 -          | 2000 EC153               | 6 marzo 2000     | NEAT                        |
| 76339 -          | 2000 EL153               | 6 marzo 2000     | NEAT                        |
| 76340 -          | 2000 EH155               | 9 marzo 2000     | LINEAR                      |
| 76341 -          | 2000 EF156               | 9 marzo 2000     | LINEAR                      |
| 76342 -          | 2000 EC157               | 11 marzo 2000    | CSS                         |
| 76343 -          | 2000 EE157               | 11 marzo 2000    | CSS                         |
| 76344 -          | 2000 EJ157               | 11 marzo 2000    | CSS                         |
| 76345 -          | 2000 ES157               | 12 marzo 2000    | LONEOS                      |
| 76346 -          | 2000 EV157               | 12 marzo 2000    | LONEOS                      |
| 76347 -          | 2000 ET158               | 12 marzo 2000    | LONEOS                      |
| 76348 -          | 2000 EC159               | 3 marzo 2000     | LINEAR                      |
| 76349 -          | 2000 EQ161               | 3 marzo 2000     | LINEAR                      |
| 76350 -          | 2000 ES161               | 3 marzo 2000     | LINEAR                      |
| 76351 -          | 2000 EF164               | 3 marzo 2000     | LINEAR                      |
| 76352 -          | 2000 ER165               | 3 marzo 2000     | LINEAR                      |
| 76353 -          | 2000 EB166               | 3 marzo 2000     | LINEAR                      |
| 76354 -          | 2000 EG167               | 4 marzo 2000     | LINEAR                      |
| 76355 -          | 2000 EB168               | 4 marzo 2000     | LINEAR                      |
| 76356 -          | 2000 EE168               | 4 marzo 2000     | LINEAR                      |
| 76357 -          | 2000 EG168               | 4 marzo 2000     | LINEAR                      |
| 76358 -          | 2000 EW168               | 4 marzo 2000     | LINEAR                      |
| 76359 -          | 2000 EN169               | 4 marzo 2000     | LINEAR                      |
| 76360 -          | 2000 EV170               | 5 marzo 2000     | LINEAR                      |
| 76361 -          | 2000 EP171               | 5 marzo 2000     | LINEAR                      |
| 76362 -          | 2000 ES171               | 5 marzo 2000     | LINEAR                      |
| 76363 -          | 2000 EK173               | 4 marzo 2000     | LINEAR                      |
| 76364 -          | 2000 EP173               | 4 marzo 2000     | LINEAR                      |
| 76365 -          | 2000 ES173               | 4 marzo 2000     | LINEAR                      |
| 76366 -          | 2000 EY173               | 4 marzo 2000     | LINEAR                      |
| 76367 -          | 2000 ED174               | 4 marzo 2000     | LINEAR                      |
| 76368 -          | 2000 ES174               | 6 marzo 2000     | NEAT                        |
| 76369 -          | 2000 EW176               | 3 marzo 2000     | CSS                         |
| 76370 -          | 2000 EC181               | 4 marzo 2000     | LINEAR                      |
| 76371 -          | 2000 EW181               | 4 marzo 2000     | LINEAR                      |
| 76372 -          | 2000 EA182               | 4 marzo 2000     | LINEAR                      |
| 76373 -          | 2000 EE182               | 4 marzo 2000     | LINEAR                      |
| 76374 -          | 2000 EM183               | 5 marzo 2000     | LINEAR                      |
| 76375 -          | 2000 EP183               | 5 marzo 2000     | LINEAR                      |
| 76376 -          | 2000 EO184               | 5 marzo 2000     | LINEAR                      |
| 76377 -          | 2000 EV184               | 5 marzo 2000     | LINEAR                      |
| 76378 -          | 2000 EW184               | 5 marzo 2000     | LINEAR                      |
| 76379 -          | 2000 EA190               | 3 marzo 2000     | LINEAR                      |
| 76380 -          | 2000 EP197               | 4 marzo 2000     | LINEAR                      |
| 76381 -          | 2000 ED198               | 1 marzo 2000     | CSS                         |
| 76382 -          | 2000 EM198               | 1 marzo 2000     | CSS                         |
| 76383 -          | 2000 EU199               | 1 marzo 2000     | CSS                         |
| 76384 -          | 2000 FE                  | 24 marzo 2000    | Farpoint                    |
| 76385 -          | 2000 FE3                 | 28 marzo 2000    | LINEAR                      |
| 76386 -          | 2000 FF3                 | 28 marzo 2000    | LINEAR                      |
| 76387 -          | 2000 FV5                 | 25 marzo 2000    | Spacewatch                  |
| 76388 -          | 2000 FB6                 | 25 marzo 2000    | Spacewatch                  |
| 76389 -          | 2000 FN6                 | 25 marzo 2000    | Spacewatch                  |
| 76390 -          | 2000 FQ6                 | 27 marzo 2000    | Spacewatch                  |
| 76391 -          | 2000 FP7                 | 28 marzo 2000    | Uppsala-DLR Asteroid Survey |
| 76392 -          | 2000 FJ11                | 28 marzo 2000    | LINEAR                      |
| 76393 -          | 2000 FM11                | 28 marzo 2000    | LINEAR                      |
| 76394 -          | 2000 FN11                | 28 marzo 2000    | LINEAR                      |
| 76395 -          | 2000 FB12                | 28 marzo 2000    | LINEAR                      |
| 76396 -          | 2000 FH12                | 28 marzo 2000    | LINEAR                      |
| 76397 -          | 2000 FN12                | 28 marzo 2000    | LINEAR                      |
| 76398 -          | 2000 FO12                | 28 marzo 2000    | LINEAR                      |
| 76399 -          | 2000 FP12                | 28 marzo 2000    | LINEAR                      |
| 76400 -          | 2000 FR12                | 28 marzo 2000    | LINEAR                      |

## 76401-76500
| Nome    | Designazione provvisoria | Data di scoperta | Scopritore                  |
| ------- | ------------------------ | ---------------- | --------------------------- |
| 76401 - | 2000 FY12                | 29 marzo 2000    | LINEAR                      |
| 76402 - | 2000 FZ12                | 29 marzo 2000    | LINEAR                      |
| 76403 - | 2000 FC13                | 29 marzo 2000    | LINEAR                      |
| 76404 - | 2000 FG13                | 29 marzo 2000    | LINEAR                      |
| 76405 - | 2000 FM13                | 29 marzo 2000    | LINEAR                      |
| 76406 - | 2000 FO13                | 29 marzo 2000    | LINEAR                      |
| 76407 - | 2000 FP13                | 29 marzo 2000    | LINEAR                      |
| 76408 - | 2000 FS13                | 29 marzo 2000    | LINEAR                      |
| 76409 - | 2000 FU13                | 29 marzo 2000    | LINEAR                      |
| 76410 - | 2000 FC15                | 29 marzo 2000    | Uppsala-DLR Asteroid Survey |
| 76411 - | 2000 FQ16                | 28 marzo 2000    | LINEAR                      |
| 76412 - | 2000 FJ17                | 28 marzo 2000    | LINEAR                      |
| 76413 - | 2000 FU17                | 29 marzo 2000    | LINEAR                      |
| 76414 - | 2000 FV17                | 29 marzo 2000    | LINEAR                      |
| 76415 - | 2000 FA18                | 29 marzo 2000    | LINEAR                      |
| 76416 - | 2000 FU18                | 29 marzo 2000    | LINEAR                      |
| 76417 - | 2000 FW18                | 29 marzo 2000    | LINEAR                      |
| 76418 - | 2000 FF19                | 29 marzo 2000    | LINEAR                      |
| 76419 - | 2000 FJ19                | 29 marzo 2000    | LINEAR                      |
| 76420 - | 2000 FN19                | 29 marzo 2000    | LINEAR                      |
| 76421 - | 2000 FA20                | 29 marzo 2000    | LINEAR                      |
| 76422 - | 2000 FD21                | 29 marzo 2000    | LINEAR                      |
| 76423 - | 2000 FE21                | 29 marzo 2000    | LINEAR                      |
| 76424 - | 2000 FH21                | 29 marzo 2000    | LINEAR                      |
| 76425 - | 2000 FR21                | 29 marzo 2000    | LINEAR                      |
| 76426 - | 2000 FT21                | 29 marzo 2000    | LINEAR                      |
| 76427 - | 2000 FJ22                | 29 marzo 2000    | LINEAR                      |
| 76428 - | 2000 FL22                | 29 marzo 2000    | LINEAR                      |
| 76429 - | 2000 FG23                | 29 marzo 2000    | LINEAR                      |
| 76430 - | 2000 FL23                | 29 marzo 2000    | LINEAR                      |
| 76431 - | 2000 FU23                | 29 marzo 2000    | LINEAR                      |
| 76432 - | 2000 FB24                | 29 marzo 2000    | LINEAR                      |
| 76433 - | 2000 FM24                | 29 marzo 2000    | LINEAR                      |
| 76434 - | 2000 FO24                | 29 marzo 2000    | LINEAR                      |
| 76435 - | 2000 FT25                | 27 marzo 2000    | LONEOS                      |
| 76436 - | 2000 FT28                | 27 marzo 2000    | LONEOS                      |
| 76437 - | 2000 FD29                | 27 marzo 2000    | LONEOS                      |
| 76438 - | 2000 FE29                | 27 marzo 2000    | LONEOS                      |
| 76439 - | 2000 FP29                | 27 marzo 2000    | LONEOS                      |
| 76440 - | 2000 FY30                | 28 marzo 2000    | LINEAR                      |
| 76441 - | 2000 FB31                | 28 marzo 2000    | LINEAR                      |
| 76442 - | 2000 FO31                | 28 marzo 2000    | LINEAR                      |
| 76443 - | 2000 FS31                | 28 marzo 2000    | LINEAR                      |
| 76444 - | 2000 FA32                | 29 marzo 2000    | LINEAR                      |
| 76445 - | 2000 FO32                | 29 marzo 2000    | LINEAR                      |
| 76446 - | 2000 FT32                | 29 marzo 2000    | LINEAR                      |
| 76447 - | 2000 FY32                | 29 marzo 2000    | LINEAR                      |
| 76448 - | 2000 FD33                | 29 marzo 2000    | LINEAR                      |
| 76449 - | 2000 FL33                | 29 marzo 2000    | LINEAR                      |
| 76450 - | 2000 FL34                | 29 marzo 2000    | LINEAR                      |
| 76451 - | 2000 FB36                | 29 marzo 2000    | LINEAR                      |
| 76452 - | 2000 FO36                | 29 marzo 2000    | LINEAR                      |
| 76453 - | 2000 FT36                | 29 marzo 2000    | LINEAR                      |
| 76454 - | 2000 FM37                | 29 marzo 2000    | LINEAR                      |
| 76455 - | 2000 FA38                | 29 marzo 2000    | LINEAR                      |
| 76456 - | 2000 FL38                | 29 marzo 2000    | LINEAR                      |
| 76457 - | 2000 FV38                | 29 marzo 2000    | LINEAR                      |
| 76458 - | 2000 FA39                | 29 marzo 2000    | LINEAR                      |
| 76459 - | 2000 FE41                | 29 marzo 2000    | LINEAR                      |
| 76460 - | 2000 FQ41                | 29 marzo 2000    | LINEAR                      |
| 76461 - | 2000 FH44                | 29 marzo 2000    | LINEAR                      |
| 76462 - | 2000 FP44                | 29 marzo 2000    | LINEAR                      |
| 76463 - | 2000 FZ45                | 29 marzo 2000    | LINEAR                      |
| 76464 - | 2000 FP46                | 29 marzo 2000    | LINEAR                      |
| 76465 - | 2000 FQ46                | 29 marzo 2000    | LINEAR                      |
| 76466 - | 2000 FD47                | 29 marzo 2000    | LINEAR                      |
| 76467 - | 2000 FP48                | 30 marzo 2000    | LINEAR                      |
| 76468 - | 2000 FY55                | 29 marzo 2000    | LINEAR                      |
| 76469 - | 2000 FY56                | 29 marzo 2000    | LINEAR                      |
| 76470 - | 2000 FC57                | 30 marzo 2000    | CSS                         |
| 76471 - | 2000 FD57                | 30 marzo 2000    | CSS                         |
| 76472 - | 2000 FP57                | 26 marzo 2000    | LONEOS                      |
| 76473 - | 2000 FR57                | 26 marzo 2000    | LONEOS                      |
| 76474 - | 2000 FK58                | 26 marzo 2000    | LONEOS                      |
| 76475 - | 2000 FQ58                | 26 marzo 2000    | LONEOS                      |
| 76476 - | 2000 FU58                | 26 marzo 2000    | LONEOS                      |
| 76477 - | 2000 FB59                | 28 marzo 2000    | LINEAR                      |
| 76478 - | 2000 FL60                | 29 marzo 2000    | LINEAR                      |
| 76479 - | 2000 FF62                | 26 marzo 2000    | LONEOS                      |
| 76480 - | 2000 FH63                | 27 marzo 2000    | LONEOS                      |
| 76481 - | 2000 FW63                | 29 marzo 2000    | LINEAR                      |
| 76482 - | 2000 FJ64                | 29 marzo 2000    | LINEAR                      |
| 76483 - | 2000 FS65                | 27 marzo 2000    | LONEOS                      |
| 76484 - | 2000 FQ68                | 26 marzo 2000    | LONEOS                      |
| 76485 - | 2000 FS71                | 27 marzo 2000    | LONEOS                      |
| 76486 - | 2000 FY72                | 26 marzo 2000    | LONEOS                      |
| 76487 - | 2000 FU73                | 26 marzo 2000    | LONEOS                      |
| 76488 - | 2000 GG                  | 1 aprile 2000    | Spacewatch                  |
| 76489 - | 2000 GC5                 | 3 aprile 2000    | LINEAR                      |
| 76490 - | 2000 GH7                 | 4 aprile 2000    | LINEAR                      |
| 76491 - | 2000 GN7                 | 4 aprile 2000    | LINEAR                      |
| 76492 - | 2000 GS9                 | 5 aprile 2000    | LINEAR                      |
| 76493 - | 2000 GZ9                 | 5 aprile 2000    | LINEAR                      |
| 76494 - | 2000 GK10                | 5 aprile 2000    | LINEAR                      |
| 76495 - | 2000 GR10                | 5 aprile 2000    | LINEAR                      |
| 76496 - | 2000 GM13                | 5 aprile 2000    | LINEAR                      |
| 76497 - | 2000 GJ16                | 5 aprile 2000    | LINEAR                      |
| 76498 - | 2000 GC17                | 5 aprile 2000    | LINEAR                      |
| 76499 - | 2000 GZ17                | 5 aprile 2000    | LINEAR                      |
| 76500 - | 2000 GP21                | 5 aprile 2000    | LINEAR                      |

## 76501-76600
| Nome               | Designazione provvisoria | Data di scoperta | Scopritore |
| ------------------ | ------------------------ | ---------------- | ---------- |
| 76501 -            | 2000 GH25                | 5 aprile 2000    | LINEAR     |
| 76502 -            | 2000 GV26                | 5 aprile 2000    | LINEAR     |
| 76503 -            | 2000 GL27                | 5 aprile 2000    | LINEAR     |
| 76504 -            | 2000 GN28                | 5 aprile 2000    | LINEAR     |
| 76505 -            | 2000 GU28                | 5 aprile 2000    | LINEAR     |
| 76506 -            | 2000 GV28                | 5 aprile 2000    | LINEAR     |
| 76507 -            | 2000 GX28                | 5 aprile 2000    | LINEAR     |
| 76508 -            | 2000 GZ29                | 5 aprile 2000    | LINEAR     |
| 76509 -            | 2000 GQ32                | 5 aprile 2000    | LINEAR     |
| 76510 -            | 2000 GJ33                | 5 aprile 2000    | LINEAR     |
| 76511 -            | 2000 GT33                | 5 aprile 2000    | LINEAR     |
| 76512 -            | 2000 GL35                | 5 aprile 2000    | LINEAR     |
| 76513 -            | 2000 GY36                | 5 aprile 2000    | LINEAR     |
| 76514 -            | 2000 GF39                | 5 aprile 2000    | LINEAR     |
| 76515 -            | 2000 GQ39                | 5 aprile 2000    | LINEAR     |
| 76516 -            | 2000 GX39                | 5 aprile 2000    | LINEAR     |
| 76517 -            | 2000 GT44                | 5 aprile 2000    | LINEAR     |
| 76518 -            | 2000 GY45                | 5 aprile 2000    | LINEAR     |
| 76519 -            | 2000 GN46                | 5 aprile 2000    | LINEAR     |
| 76520 -            | 2000 GS46                | 5 aprile 2000    | LINEAR     |
| 76521 -            | 2000 GK47                | 5 aprile 2000    | LINEAR     |
| 76522 -            | 2000 GD51                | 5 aprile 2000    | LINEAR     |
| 76523 -            | 2000 GH51                | 5 aprile 2000    | LINEAR     |
| 76524 -            | 2000 GV52                | 5 aprile 2000    | LINEAR     |
| 76525 -            | 2000 GO53                | 5 aprile 2000    | LINEAR     |
| 76526 -            | 2000 GS54                | 5 aprile 2000    | LINEAR     |
| 76527 -            | 2000 GC56                | 5 aprile 2000    | LINEAR     |
| 76528 -            | 2000 GB59                | 5 aprile 2000    | LINEAR     |
| 76529 -            | 2000 GA60                | 5 aprile 2000    | LINEAR     |
| 76530 -            | 2000 GE65                | 5 aprile 2000    | LINEAR     |
| 76531 -            | 2000 GT65                | 5 aprile 2000    | LINEAR     |
| 76532 -            | 2000 GX71                | 5 aprile 2000    | LINEAR     |
| 76533 -            | 2000 GB73                | 5 aprile 2000    | LINEAR     |
| 76534 -            | 2000 GF73                | 5 aprile 2000    | LINEAR     |
| 76535 -            | 2000 GM73                | 5 aprile 2000    | LINEAR     |
| 76536 -            | 2000 GU74                | 5 aprile 2000    | LINEAR     |
| 76537 -            | 2000 GJ76                | 5 aprile 2000    | LINEAR     |
| 76538 -            | 2000 GO76                | 5 aprile 2000    | LINEAR     |
| 76539 -            | 2000 GN78                | 5 aprile 2000    | LINEAR     |
| 76540 -            | 2000 GL79                | 5 aprile 2000    | LINEAR     |
| 76541 -            | 2000 GX79                | 6 aprile 2000    | LINEAR     |
| 76542 -            | 2000 GC81                | 6 aprile 2000    | LINEAR     |
| 76543 -            | 2000 GD81                | 13 aprile 2000   | LINEAR     |
| 76544 -            | 2000 GZ82                | 2 aprile 2000    | LINEAR     |
| 76545 -            | 2000 GE83                | 2 aprile 2000    | LINEAR     |
| 76546 -            | 2000 GF83                | 2 aprile 2000    | LINEAR     |
| 76547 -            | 2000 GS83                | 3 aprile 2000    | LINEAR     |
| 76548 -            | 2000 GV84                | 3 aprile 2000    | LINEAR     |
| 76549 -            | 2000 GG85                | 3 aprile 2000    | LINEAR     |
| 76550 -            | 2000 GH85                | 3 aprile 2000    | LINEAR     |
| 76551 -            | 2000 GG88                | 4 aprile 2000    | LINEAR     |
| 76552 -            | 2000 GM88                | 4 aprile 2000    | LINEAR     |
| 76553 -            | 2000 GD89                | 4 aprile 2000    | LINEAR     |
| 76554 -            | 2000 GK93                | 5 aprile 2000    | LINEAR     |
| 76555 -            | 2000 GW93                | 5 aprile 2000    | LINEAR     |
| 76556 -            | 2000 GV94                | 5 aprile 2000    | LINEAR     |
| 76557 -            | 2000 GB95                | 6 aprile 2000    | LINEAR     |
| 76558 -            | 2000 GC97                | 7 aprile 2000    | LINEAR     |
| 76559 -            | 2000 GF97                | 7 aprile 2000    | LINEAR     |
| 76560 -            | 2000 GR98                | 7 aprile 2000    | LINEAR     |
| 76561 -            | 2000 GG99                | 7 aprile 2000    | LINEAR     |
| 76562 -            | 2000 GW101               | 7 aprile 2000    | LINEAR     |
| 76563 -            | 2000 GT103               | 7 aprile 2000    | LINEAR     |
| (76564) 2000 GO105 | 2000 GO105               | 7 aprile 2000    | LINEAR     |
| 76565 -            | 2000 GR106               | 7 aprile 2000    | LINEAR     |
| 76566 -            | 2000 GB107               | 7 aprile 2000    | LINEAR     |
| 76567 -            | 2000 GD107               | 7 aprile 2000    | LINEAR     |
| 76568 -            | 2000 GC111               | 2 aprile 2000    | LONEOS     |
| 76569 -            | 2000 GE111               | 2 aprile 2000    | LONEOS     |
| 76570 -            | 2000 GF111               | 2 aprile 2000    | LONEOS     |
| 76571 -            | 2000 GL112               | 3 aprile 2000    | LINEAR     |
| 76572 -            | 2000 GX113               | 7 aprile 2000    | LINEAR     |
| 76573 -            | 2000 GH114               | 7 aprile 2000    | LINEAR     |
| 76574 -            | 2000 GM114               | 7 aprile 2000    | LINEAR     |
| 76575 -            | 2000 GB115               | 8 aprile 2000    | LINEAR     |
| 76576 -            | 2000 GP118               | 3 aprile 2000    | Spacewatch |
| 76577 -            | 2000 GK122               | 7 aprile 2000    | Spacewatch |
| 76578 -            | 2000 GW123               | 7 aprile 2000    | LINEAR     |
| 76579 -            | 2000 GN124               | 7 aprile 2000    | LINEAR     |
| 76580 -            | 2000 GJ132               | 10 aprile 2000   | Spacewatch |
| 76581 -            | 2000 GC135               | 8 aprile 2000    | LINEAR     |
| 76582 -            | 2000 GV135               | 8 aprile 2000    | LINEAR     |
| 76583 -            | 2000 GF136               | 12 aprile 2000   | LINEAR     |
| 76584 -            | 2000 GC138               | 4 aprile 2000    | LONEOS     |
| 76585 -            | 2000 GA140               | 4 aprile 2000    | LONEOS     |
| 76586 -            | 2000 GW141               | 7 aprile 2000    | LONEOS     |
| 76587 -            | 2000 GZ141               | 7 aprile 2000    | LONEOS     |
| 76588 -            | 2000 GK142               | 7 aprile 2000    | LONEOS     |
| 76589 -            | 2000 GQ142               | 7 aprile 2000    | LONEOS     |
| 76590 -            | 2000 GU142               | 7 aprile 2000    | LONEOS     |
| 76591 -            | 2000 GJ143               | 7 aprile 2000    | LONEOS     |
| 76592 -            | 2000 GO148               | 5 aprile 2000    | LINEAR     |
| 76593 -            | 2000 GU154               | 6 aprile 2000    | LONEOS     |
| 76594 -            | 2000 GB155               | 6 aprile 2000    | LONEOS     |
| 76595 -            | 2000 GL157               | 7 aprile 2000    | LINEAR     |
| 76596 -            | 2000 GN157               | 7 aprile 2000    | LINEAR     |
| 76597 -            | 2000 GP157               | 7 aprile 2000    | LINEAR     |
| 76598 -            | 2000 GS157               | 7 aprile 2000    | LONEOS     |
| 76599 -            | 2000 GU157               | 7 aprile 2000    | LONEOS     |
| 76600 -            | 2000 GB159               | 7 aprile 2000    | LINEAR     |

## 76601-76700
| Nome              | Designazione provvisoria | Data di scoperta | Scopritore   |
| ----------------- | ------------------------ | ---------------- | ------------ |
| 76601 -           | 2000 GL159               | 7 aprile 2000    | LINEAR       |
| 76602 -           | 2000 GS159               | 7 aprile 2000    | LINEAR       |
| 76603 -           | 2000 GY159               | 7 aprile 2000    | LINEAR       |
| 76604 -           | 2000 GW160               | 7 aprile 2000    | LONEOS       |
| 76605 -           | 2000 GX161               | 7 aprile 2000    | LONEOS       |
| 76606 -           | 2000 GC162               | 7 aprile 2000    | LONEOS       |
| 76607 -           | 2000 GN162               | 8 aprile 2000    | LINEAR       |
| 76608 -           | 2000 GK163               | 10 aprile 2000   | LINEAR       |
| 76609 -           | 2000 GQ163               | 10 aprile 2000   | NEAT         |
| 76610 -           | 2000 GU164               | 5 aprile 2000    | LINEAR       |
| 76611 -           | 2000 GY165               | 5 aprile 2000    | LINEAR       |
| 76612 -           | 2000 GB167               | 4 aprile 2000    | LONEOS       |
| 76613 -           | 2000 GQ167               | 4 aprile 2000    | LINEAR       |
| 76614 -           | 2000 GY167               | 4 aprile 2000    | LONEOS       |
| 76615 -           | 2000 GP169               | 2 aprile 2000    | LONEOS       |
| 76616 -           | 2000 GV172               | 2 aprile 2000    | LONEOS       |
| 76617 -           | 2000 GM173               | 5 aprile 2000    | LONEOS       |
| 76618 -           | 2000 GY173               | 5 aprile 2000    | LONEOS       |
| 76619 -           | 2000 GB174               | 5 aprile 2000    | LONEOS       |
| 76620 -           | 2000 GO175               | 2 aprile 2000    | LONEOS       |
| 76621 -           | 2000 GF176               | 2 aprile 2000    | LONEOS       |
| 76622 -           | 2000 GY176               | 3 aprile 2000    | Spacewatch   |
| 76623 -           | 2000 GS178               | 3 aprile 2000    | LINEAR       |
| 76624 -           | 2000 GW178               | 4 aprile 2000    | LINEAR       |
| 76625 -           | 2000 GC181               | 4 aprile 2000    | LONEOS       |
| 76626 -           | 2000 GL182               | 2 aprile 2000    | Spacewatch   |
| 76627 -           | 2000 GT182               | 4 aprile 2000    | LONEOS       |
| 76628 Kozí Hrádek | 2000 HC                  | 22 aprile 2000   | Kleť         |
| 76629 -           | 2000 HG                  | 23 aprile 2000   | T. Kobayashi |
| 76630 -           | 2000 HZ3                 | 26 aprile 2000   | Spacewatch   |
| 76631 -           | 2000 HX4                 | 27 aprile 2000   | LINEAR       |
| 76632 -           | 2000 HJ6                 | 24 aprile 2000   | Spacewatch   |
| 76633 -           | 2000 HL6                 | 24 aprile 2000   | Spacewatch   |
| 76634 -           | 2000 HH9                 | 27 aprile 2000   | LINEAR       |
| 76635 -           | 2000 HH10                | 27 aprile 2000   | LINEAR       |
| 76636 -           | 2000 HM11                | 28 aprile 2000   | LINEAR       |
| 76637 -           | 2000 HM12                | 28 aprile 2000   | LINEAR       |
| 76638 -           | 2000 HS14                | 29 aprile 2000   | P. G. Comba  |
| 76639 -           | 2000 HP15                | 29 aprile 2000   | LINEAR       |
| 76640 -           | 2000 HR15                | 29 aprile 2000   | LINEAR       |
| 76641 -           | 2000 HT20                | 27 aprile 2000   | LINEAR       |
| 76642 -           | 2000 HD21                | 27 aprile 2000   | LINEAR       |
| 76643 -           | 2000 HH23                | 30 aprile 2000   | LINEAR       |
| 76644 -           | 2000 HY24                | 24 aprile 2000   | LONEOS       |
| 76645 -           | 2000 HF25                | 24 aprile 2000   | LONEOS       |
| 76646 -           | 2000 HY25                | 24 aprile 2000   | LONEOS       |
| 76647 -           | 2000 HQ30                | 28 aprile 2000   | LINEAR       |
| 76648 -           | 2000 HH31                | 29 aprile 2000   | LINEAR       |
| 76649 -           | 2000 HU31                | 29 aprile 2000   | LINEAR       |
| 76650 -           | 2000 HW32                | 29 aprile 2000   | LINEAR       |
| 76651 -           | 2000 HV33                | 24 aprile 2000   | LONEOS       |
| 76652 -           | 2000 HF35                | 27 aprile 2000   | LINEAR       |
| 76653 -           | 2000 HJ35                | 27 aprile 2000   | LINEAR       |
| 76654 -           | 2000 HM35                | 27 aprile 2000   | LINEAR       |
| 76655 -           | 2000 HK36                | 28 aprile 2000   | LINEAR       |
| 76656 -           | 2000 HN36                | 28 aprile 2000   | LINEAR       |
| 76657 -           | 2000 HU36                | 28 aprile 2000   | LINEAR       |
| 76658 -           | 2000 HV36                | 28 aprile 2000   | LINEAR       |
| 76659 -           | 2000 HX36                | 28 aprile 2000   | LINEAR       |
| 76660 -           | 2000 HC37                | 28 aprile 2000   | LINEAR       |
| 76661 -           | 2000 HP39                | 29 aprile 2000   | Spacewatch   |
| 76662 -           | 2000 HB41                | 28 aprile 2000   | LINEAR       |
| 76663 -           | 2000 HJ41                | 28 aprile 2000   | LINEAR       |
| 76664 -           | 2000 HT41                | 28 aprile 2000   | LINEAR       |
| 76665 -           | 2000 HZ41                | 28 aprile 2000   | LONEOS       |
| 76666 -           | 2000 HV42                | 29 aprile 2000   | LINEAR       |
| 76667 -           | 2000 HW42                | 29 aprile 2000   | LINEAR       |
| 76668 -           | 2000 HA45                | 26 aprile 2000   | LONEOS       |
| 76669 -           | 2000 HD51                | 29 aprile 2000   | LINEAR       |
| 76670 -           | 2000 HL53                | 29 aprile 2000   | LINEAR       |
| 76671 -           | 2000 HD54                | 29 aprile 2000   | LINEAR       |
| 76672 -           | 2000 HD56                | 24 aprile 2000   | LONEOS       |
| 76673 -           | 2000 HL56                | 24 aprile 2000   | LONEOS       |
| 76674 -           | 2000 HC58                | 24 aprile 2000   | Spacewatch   |
| 76675 -           | 2000 HL61                | 25 aprile 2000   | LONEOS       |
| 76676 -           | 2000 HH62                | 25 aprile 2000   | Spacewatch   |
| 76677 -           | 2000 HU62                | 26 aprile 2000   | LONEOS       |
| 76678 -           | 2000 HA63                | 26 aprile 2000   | LONEOS       |
| 76679 -           | 2000 HV63                | 26 aprile 2000   | LONEOS       |
| 76680 -           | 2000 HD64                | 26 aprile 2000   | LONEOS       |
| 76681 -           | 2000 HR66                | 26 aprile 2000   | Spacewatch   |
| 76682 -           | 2000 HV66                | 26 aprile 2000   | Spacewatch   |
| 76683 -           | 2000 HN68                | 28 aprile 2000   | Spacewatch   |
| 76684 -           | 2000 HS70                | 26 aprile 2000   | LONEOS       |
| 76685 -           | 2000 HA72                | 25 aprile 2000   | LONEOS       |
| 76686 -           | 2000 HN72                | 26 aprile 2000   | LONEOS       |
| 76687 -           | 2000 HA73                | 27 aprile 2000   | LONEOS       |
| 76688 -           | 2000 HB73                | 27 aprile 2000   | LONEOS       |
| 76689 -           | 2000 HL73                | 27 aprile 2000   | LONEOS       |
| 76690 -           | 2000 HZ73                | 28 aprile 2000   | LINEAR       |
| 76691 -           | 2000 HU75                | 27 aprile 2000   | LINEAR       |
| 76692 -           | 2000 HY75                | 27 aprile 2000   | LINEAR       |
| 76693 -           | 2000 HD79                | 28 aprile 2000   | LONEOS       |
| 76694 -           | 2000 HZ79                | 28 aprile 2000   | LONEOS       |
| 76695 -           | 2000 HE80                | 28 aprile 2000   | LONEOS       |
| 76696 -           | 2000 HT81                | 29 aprile 2000   | LINEAR       |
| 76697 -           | 2000 HG83                | 29 aprile 2000   | LONEOS       |
| 76698 -           | 2000 HP83                | 30 aprile 2000   | LONEOS       |
| 76699 -           | 2000 HK85                | 30 aprile 2000   | LONEOS       |
| 76700 -           | 2000 HQ86                | 30 aprile 2000   | LONEOS       |

## 76701-76800
| Nome        | Designazione provvisoria | Data di scoperta | Scopritore           |
| ----------- | ------------------------ | ---------------- | -------------------- |
| 76701 -     | 2000 HQ87                | 27 aprile 2000   | LINEAR               |
| 76702 -     | 2000 HR87                | 27 aprile 2000   | LINEAR               |
| 76703 -     | 2000 HT87                | 27 aprile 2000   | LINEAR               |
| 76704 -     | 2000 HT88                | 29 aprile 2000   | LINEAR               |
| 76705 -     | 2000 HV89                | 29 aprile 2000   | LINEAR               |
| 76706 -     | 2000 HV92                | 29 aprile 2000   | LINEAR               |
| 76707 -     | 2000 HC94                | 29 aprile 2000   | LONEOS               |
| 76708 -     | 2000 HE101               | 25 aprile 2000   | LONEOS               |
| 76709 -     | 2000 HB103               | 27 aprile 2000   | LONEOS               |
| 76710 -     | 2000 HC105               | 28 aprile 2000   | LONEOS               |
| 76711 -     | 2000 JY2                 | 3 maggio 2000    | LINEAR               |
| 76712 -     | 2000 JX4                 | 3 maggio 2000    | Spacewatch           |
| 76713 Wudia | 2000 JT8                 | 6 maggio 2000    | Ondřejov Observatory |
| 76714 -     | 2000 JZ9                 | 5 maggio 2000    | LINEAR               |
| 76715 -     | 2000 JK11                | 3 maggio 2000    | LINEAR               |
| 76716 -     | 2000 JF12                | 5 maggio 2000    | LINEAR               |
| 76717 -     | 2000 JP16                | 5 maggio 2000    | LINEAR               |
| 76718 -     | 2000 JW16                | 5 maggio 2000    | LINEAR               |
| 76719 -     | 2000 JJ18                | 2 maggio 2000    | LINEAR               |
| 76720 -     | 2000 JJ19                | 4 maggio 2000    | LINEAR               |
| 76721 -     | 2000 JW22                | 7 maggio 2000    | LINEAR               |
| 76722 -     | 2000 JJ23                | 7 maggio 2000    | LINEAR               |
| 76723 -     | 2000 JL23                | 7 maggio 2000    | LINEAR               |
| 76724 -     | 2000 JT25                | 7 maggio 2000    | LINEAR               |
| 76725 -     | 2000 JJ28                | 7 maggio 2000    | LINEAR               |
| 76726 -     | 2000 JK28                | 7 maggio 2000    | LINEAR               |
| 76727 -     | 2000 JE30                | 7 maggio 2000    | LINEAR               |
| 76728 -     | 2000 JE36                | 7 maggio 2000    | LINEAR               |
| 76729 -     | 2000 JZ39                | 7 maggio 2000    | LINEAR               |
| 76730 -     | 2000 JA40                | 7 maggio 2000    | LINEAR               |
| 76731 -     | 2000 JH46                | 7 maggio 2000    | LINEAR               |
| 76732 -     | 2000 JZ53                | 6 maggio 2000    | LINEAR               |
| 76733 -     | 2000 JG54                | 6 maggio 2000    | LINEAR               |
| 76734 -     | 2000 JK54                | 6 maggio 2000    | LINEAR               |
| 76735 -     | 2000 JN54                | 6 maggio 2000    | LINEAR               |
| 76736 -     | 2000 JA55                | 6 maggio 2000    | LINEAR               |
| 76737 -     | 2000 JG55                | 6 maggio 2000    | LINEAR               |
| 76738 -     | 2000 JV59                | 7 maggio 2000    | LINEAR               |
| 76739 -     | 2000 JV61                | 7 maggio 2000    | LINEAR               |
| 76740 -     | 2000 JJ64                | 4 maggio 2000    | LONEOS               |
| 76741 -     | 2000 JM65                | 6 maggio 2000    | LINEAR               |
| 76742 -     | 2000 JN65                | 6 maggio 2000    | LINEAR               |
| 76743 -     | 2000 JG66                | 6 maggio 2000    | LINEAR               |
| 76744 -     | 2000 JZ68                | 1 maggio 2000    | LONEOS               |
| 76745 -     | 2000 JE70                | 3 maggio 2000    | LINEAR               |
| 76746 -     | 2000 JJ70                | 1 maggio 2000    | LONEOS               |
| 76747 -     | 2000 JO72                | 2 maggio 2000    | LONEOS               |
| 76748 -     | 2000 JS72                | 2 maggio 2000    | LONEOS               |
| 76749 -     | 2000 JV73                | 2 maggio 2000    | LONEOS               |
| 76750 -     | 2000 JX73                | 2 maggio 2000    | Spacewatch           |
| 76751 -     | 2000 JR79                | 5 maggio 2000    | LINEAR               |
| 76752 -     | 2000 JB82                | 7 maggio 2000    | LONEOS               |
| 76753 -     | 2000 JB83                | 7 maggio 2000    | LINEAR               |
| 76754 -     | 2000 JQ83                | 6 maggio 2000    | LINEAR               |
| 76755 -     | 2000 KD1                 | 25 maggio 2000   | Spacewatch           |
| 76756 -     | 2000 KR2                 | 26 maggio 2000   | LINEAR               |
| 76757 -     | 2000 KU5                 | 27 maggio 2000   | LINEAR               |
| 76758 -     | 2000 KZ6                 | 27 maggio 2000   | LINEAR               |
| 76759 -     | 2000 KA9                 | 28 maggio 2000   | LINEAR               |
| 76760 -     | 2000 KY12                | 28 maggio 2000   | LINEAR               |
| 76761 -     | 2000 KY13                | 28 maggio 2000   | LINEAR               |
| 76762 -     | 2000 KH14                | 28 maggio 2000   | LINEAR               |
| 76763 -     | 2000 KD18                | 28 maggio 2000   | LINEAR               |
| 76764 -     | 2000 KE24                | 28 maggio 2000   | LINEAR               |
| 76765 -     | 2000 KQ26                | 28 maggio 2000   | LINEAR               |
| 76766 -     | 2000 KO29                | 28 maggio 2000   | LINEAR               |
| 76767 -     | 2000 KG30                | 28 maggio 2000   | LINEAR               |
| 76768 -     | 2000 KR31                | 28 maggio 2000   | LINEAR               |
| 76769 -     | 2000 KC34                | 26 maggio 2000   | LINEAR               |
| 76770 -     | 2000 KZ43                | 26 maggio 2000   | Črni Vrh             |
| 76771 -     | 2000 KG46                | 27 maggio 2000   | LINEAR               |
| 76772 -     | 2000 KJ47                | 28 maggio 2000   | LINEAR               |
| 76773 -     | 2000 KS53                | 26 maggio 2000   | LONEOS               |
| 76774 -     | 2000 KS58                | 24 maggio 2000   | LONEOS               |
| 76775 -     | 2000 KT58                | 24 maggio 2000   | LONEOS               |
| 76776 -     | 2000 KU58                | 24 maggio 2000   | LONEOS               |
| 76777 -     | 2000 KR59                | 25 maggio 2000   | LONEOS               |
| 76778 -     | 2000 KZ60                | 25 maggio 2000   | LONEOS               |
| 76779 -     | 2000 KA62                | 26 maggio 2000   | LONEOS               |
| 76780 -     | 2000 KH64                | 26 maggio 2000   | LONEOS               |
| 76781 -     | 2000 KU65                | 27 maggio 2000   | LONEOS               |
| 76782 -     | 2000 KP67                | 31 maggio 2000   | LONEOS               |
| 76783 -     | 2000 KH71                | 28 maggio 2000   | LINEAR               |
| 76784 -     | 2000 KR71                | 28 maggio 2000   | LINEAR               |
| 76785 -     | 2000 KL72                | 28 maggio 2000   | LINEAR               |
| 76786 -     | 2000 LT9                 | 6 giugno 2000    | LINEAR               |
| 76787 -     | 2000 LC13                | 5 giugno 2000    | LINEAR               |
| 76788 -     | 2000 LX13                | 6 giugno 2000    | LINEAR               |
| 76789 -     | 2000 LG16                | 8 giugno 2000    | LINEAR               |
| 76790 -     | 2000 LR19                | 8 giugno 2000    | LINEAR               |
| 76791 -     | 2000 LQ24                | 1 giugno 2000    | LINEAR               |
| 76792 -     | 2000 LR24                | 1 giugno 2000    | LINEAR               |
| 76793 -     | 2000 LX26                | 5 giugno 2000    | LONEOS               |
| 76794 -     | 2000 LY31                | 5 giugno 2000    | LONEOS               |
| 76795 -     | 2000 LN32                | 4 giugno 2000    | LINEAR               |
| 76796 -     | 2000 LT32                | 4 giugno 2000    | LINEAR               |
| 76797 -     | 2000 LG36                | 1 giugno 2000    | NEAT                 |
| 76798 -     | 2000 NT4                 | 7 luglio 2000    | LINEAR               |
| 76799 -     | 2000 OR34                | 30 luglio 2000   | LINEAR               |
| 76800 -     | 2000 OQ35                | 31 luglio 2000   | LINEAR               |

## 76801-76900
| Nome            | Designazione provvisoria | Data di scoperta  | Scopritore                  |
| --------------- | ------------------------ | ----------------- | --------------------------- |
| 76801 -         | 2000 PF24                | 2 agosto 2000     | LINEAR                      |
| 76802 -         | 2000 PV27                | 9 agosto 2000     | LINEAR                      |
| 76803 -         | 2000 PK30                | 5 agosto 2000     | M. J. Holman                |
| 76804 -         | 2000 QE                  | 20 agosto 2000    | LONEOS                      |
| 76805 -         | 2000 QY14                | 24 agosto 2000    | LINEAR                      |
| 76806 -         | 2000 QS24                | 25 agosto 2000    | LINEAR                      |
| 76807 -         | 2000 QT25                | 26 agosto 2000    | LINEAR                      |
| 76808 -         | 2000 QW34                | 28 agosto 2000    | LINEAR                      |
| 76809 -         | 2000 QQ46                | 24 agosto 2000    | LINEAR                      |
| 76810 -         | 2000 QC50                | 24 agosto 2000    | LINEAR                      |
| 76811 -         | 2000 QK57                | 26 agosto 2000    | LINEAR                      |
| 76812 -         | 2000 QQ84                | 25 agosto 2000    | LINEAR                      |
| 76813 -         | 2000 QC164               | 31 agosto 2000    | LINEAR                      |
| 76814 -         | 2000 QL164               | 31 agosto 2000    | LINEAR                      |
| 76815 -         | 2000 QE181               | 31 agosto 2000    | LINEAR                      |
| 76816 -         | 2000 RL37                | 3 settembre 2000  | LINEAR                      |
| 76817 -         | 2000 RX43                | 3 settembre 2000  | LINEAR                      |
| 76818 Brianenke | 2000 RG79                | 8 settembre 2000  | LINEAR                      |
| 76819 -         | 2000 RQ91                | 3 settembre 2000  | LINEAR                      |
| 76820 -         | 2000 RW105               | 4 settembre 2000  | LONEOS                      |
| 76821 -         | 2000 SY8                 | 21 settembre 2000 | LINEAR                      |
| 76822 -         | 2000 SA51                | 23 settembre 2000 | LINEAR                      |
| 76823 -         | 2000 SN60                | 24 settembre 2000 | LINEAR                      |
| 76824 -         | 2000 SA89                | 25 settembre 2000 | LINEAR                      |
| 76825 -         | 2000 SR125               | 24 settembre 2000 | LINEAR                      |
| 76826 -         | 2000 SW131               | 22 settembre 2000 | LINEAR                      |
| 76827 -         | 2000 SC158               | 27 settembre 2000 | LINEAR                      |
| 76828 -         | 2000 SL161               | 28 settembre 2000 | LINEAR                      |
| 76829 -         | 2000 ST166               | 23 settembre 2000 | LINEAR                      |
| 76830 -         | 2000 SA182               | 19 settembre 2000 | Uppsala-DLR Asteroid Survey |
| 76831 -         | 2000 ST222               | 27 settembre 2000 | LINEAR                      |
| 76832 -         | 2000 SM226               | 27 settembre 2000 | LINEAR                      |
| 76833 -         | 2000 SQ232               | 28 settembre 2000 | LINEAR                      |
| 76834 -         | 2000 SA244               | 24 settembre 2000 | LINEAR                      |
| 76835 -         | 2000 SH255               | 24 settembre 2000 | LINEAR                      |
| 76836 -         | 2000 SB310               | 26 settembre 2000 | LINEAR                      |
| 76837 -         | 2000 SL316               | 30 settembre 2000 | LINEAR                      |
| 76838 -         | 2000 ST347               | 22 settembre 2000 | LINEAR                      |
| 76839 -         | 2000 SM354               | 29 settembre 2000 | LONEOS                      |
| 76840 -         | 2000 TU3                 | 1 ottobre 2000    | LINEAR                      |
| 76841 -         | 2000 TC33                | 4 ottobre 2000    | LINEAR                      |
| 76842 -         | 2000 TQ33                | 4 ottobre 2000    | LINEAR                      |
| 76843 -         | 2000 TP41                | 1 ottobre 2000    | LINEAR                      |
| 76844 -         | 2000 UC40                | 24 ottobre 2000   | LINEAR                      |
| 76845 -         | 2000 VJ2                 | 1 novembre 2000   | LINEAR                      |
| 76846 -         | 2000 VK10                | 1 novembre 2000   | LINEAR                      |
| 76847 -         | 2000 VX31                | 1 novembre 2000   | LINEAR                      |
| 76848 -         | 2000 WO3                 | 17 novembre 2000  | LINEAR                      |
| 76849 -         | 2000 WL6                 | 20 novembre 2000  | Farpoint                    |
| 76850 -         | 2000 WE13                | 21 novembre 2000  | LINEAR                      |
| 76851 -         | 2000 WJ18                | 21 novembre 2000  | LINEAR                      |
| 76852 -         | 2000 WD20                | 24 novembre 2000  | Spacewatch                  |
| 76853 -         | 2000 WE25                | 20 novembre 2000  | LINEAR                      |
| 76854 -         | 2000 WX49                | 25 novembre 2000  | LINEAR                      |
| 76855 -         | 2000 WD63                | 28 novembre 2000  | C. W. Juels                 |
| 76856 -         | 2000 WQ96                | 21 novembre 2000  | LINEAR                      |
| 76857 -         | 2000 WE132               | 18 novembre 2000  | LINEAR                      |
| 76858 -         | 2000 WK141               | 19 novembre 2000  | LINEAR                      |
| 76859 -         | 2000 WV145               | 22 novembre 2000  | NEAT                        |
| 76860 -         | 2000 WK178               | 28 novembre 2000  | Spacewatch                  |
| 76861 -         | 2000 WX185               | 28 novembre 2000  | LONEOS                      |
| 76862 -         | 2000 XK7                 | 1 dicembre 2000   | LINEAR                      |
| 76863 -         | 2000 XD13                | 4 dicembre 2000   | LINEAR                      |
| 76864 -         | 2000 XR13                | 4 dicembre 2000   | LINEAR                      |
| 76865 -         | 2000 XW38                | 5 dicembre 2000   | LINEAR                      |
| 76866 -         | 2000 XK49                | 4 dicembre 2000   | LINEAR                      |
| 76867 -         | 2000 YM5                 | 19 dicembre 2000  | NEAT                        |
| 76868 -         | 2000 YC11                | 22 dicembre 2000  | LINEAR                      |
| 76869 -         | 2000 YB20                | 27 dicembre 2000  | W. K. Y. Yeung              |
| 76870 -         | 2000 YP21                | 22 dicembre 2000  | LONEOS                      |
| 76871 -         | 2000 YZ28                | 29 dicembre 2000  | NEAT                        |
| 76872 -         | 2000 YP30                | 29 dicembre 2000  | NEAT                        |
| 76873 -         | 2000 YF32                | 30 dicembre 2000  | LINEAR                      |
| 76874 -         | 2000 YR32                | 30 dicembre 2000  | LINEAR                      |
| 76875 -         | 2000 YT32                | 30 dicembre 2000  | LINEAR                      |
| 76876 -         | 2000 YU32                | 30 dicembre 2000  | LINEAR                      |
| 76877 -         | 2000 YD36                | 30 dicembre 2000  | LINEAR                      |
| 76878 -         | 2000 YT44                | 30 dicembre 2000  | LINEAR                      |
| 76879 -         | 2000 YG47                | 30 dicembre 2000  | LINEAR                      |
| 76880 -         | 2000 YG51                | 30 dicembre 2000  | LINEAR                      |
| 76881 -         | 2000 YR51                | 30 dicembre 2000  | LINEAR                      |
| 76882 -         | 2000 YA54                | 30 dicembre 2000  | LINEAR                      |
| 76883 -         | 2000 YE54                | 30 dicembre 2000  | LINEAR                      |
| 76884 -         | 2000 YJ61                | 30 dicembre 2000  | LINEAR                      |
| 76885 -         | 2000 YB63                | 30 dicembre 2000  | LINEAR                      |
| 76886 -         | 2000 YL64                | 30 dicembre 2000  | LINEAR                      |
| 76887 -         | 2000 YM88                | 30 dicembre 2000  | LINEAR                      |
| 76888 -         | 2000 YW94                | 30 dicembre 2000  | LINEAR                      |
| 76889 -         | 2000 YK97                | 30 dicembre 2000  | LINEAR                      |
| 76890 -         | 2000 YT98                | 30 dicembre 2000  | LINEAR                      |
| 76891 -         | 2000 YM99                | 30 dicembre 2000  | LINEAR                      |
| 76892 -         | 2000 YP99                | 30 dicembre 2000  | LINEAR                      |
| 76893 -         | 2000 YQ99                | 30 dicembre 2000  | LINEAR                      |
| 76894 -         | 2000 YT99                | 30 dicembre 2000  | LINEAR                      |
| 76895 -         | 2000 YX103               | 28 dicembre 2000  | LINEAR                      |
| 76896 -         | 2000 YA105               | 28 dicembre 2000  | LINEAR                      |
| 76897 -         | 2000 YO105               | 28 dicembre 2000  | LINEAR                      |
| 76898 -         | 2000 YS105               | 28 dicembre 2000  | LINEAR                      |
| 76899 -         | 2000 YU105               | 28 dicembre 2000  | LINEAR                      |
| 76900 -         | 2000 YB107               | 30 dicembre 2000  | LINEAR                      |

## 76901-77000
| Nome    | Designazione provvisoria | Data di scoperta | Scopritore                  |
| ------- | ------------------------ | ---------------- | --------------------------- |
| 76901 - | 2000 YE110               | 30 dicembre 2000 | LINEAR                      |
| 76902 - | 2000 YT110               | 30 dicembre 2000 | LINEAR                      |
| 76903 - | 2000 YV111               | 30 dicembre 2000 | LINEAR                      |
| 76904 - | 2000 YO112               | 30 dicembre 2000 | LINEAR                      |
| 76905 - | 2000 YU116               | 30 dicembre 2000 | LINEAR                      |
| 76906 - | 2000 YC120               | 19 dicembre 2000 | LONEOS                      |
| 76907 - | 2000 YO123               | 28 dicembre 2000 | LINEAR                      |
| 76908 - | 2000 YG126               | 29 dicembre 2000 | LONEOS                      |
| 76909 - | 2000 YK127               | 29 dicembre 2000 | NEAT                        |
| 76910 - | 2000 YX128               | 29 dicembre 2000 | NEAT                        |
| 76911 - | 2000 YC133               | 30 dicembre 2000 | LONEOS                      |
| 76912 - | 2000 YZ135               | 22 dicembre 2000 | LONEOS                      |
| 76913 - | 2000 YO138               | 26 dicembre 2000 | Spacewatch                  |
| 76914 - | 2000 YP138               | 26 dicembre 2000 | Spacewatch                  |
| 76915 - | 2000 YC139               | 27 dicembre 2000 | NEAT                        |
| 76916 - | 2001 AB                  | 1 gennaio 2001   | Spacewatch                  |
| 76917 - | 2001 AN4                 | 2 gennaio 2001   | LINEAR                      |
| 76918 - | 2001 AC5                 | 2 gennaio 2001   | LINEAR                      |
| 76919 - | 2001 AE12                | 2 gennaio 2001   | LINEAR                      |
| 76920 - | 2001 AM12                | 2 gennaio 2001   | LINEAR                      |
| 76921 - | 2001 AA15                | 2 gennaio 2001   | LINEAR                      |
| 76922 - | 2001 AH15                | 2 gennaio 2001   | LINEAR                      |
| 76923 - | 2001 AN16                | 2 gennaio 2001   | LINEAR                      |
| 76924 - | 2001 AJ21                | 3 gennaio 2001   | LINEAR                      |
| 76925 - | 2001 AQ21                | 3 gennaio 2001   | LINEAR                      |
| 76926 - | 2001 AA24                | 3 gennaio 2001   | LINEAR                      |
| 76927 - | 2001 AJ25                | 4 gennaio 2001   | LINEAR                      |
| 76928 - | 2001 AP25                | 5 gennaio 2001   | LINEAR                      |
| 76929 - | 2001 AX34                | 4 gennaio 2001   | LINEAR                      |
| 76930 - | 2001 AE39                | 2 gennaio 2001   | Spacewatch                  |
| 76931 - | 2001 AB40                | 3 gennaio 2001   | LONEOS                      |
| 76932 - | 2001 AN42                | 4 gennaio 2001   | LONEOS                      |
| 76933 - | 2001 AE44                | 6 gennaio 2001   | LINEAR                      |
| 76934 - | 2001 AS44                | 15 gennaio 2001  | T. Kobayashi                |
| 76935 - | 2001 AY44                | 15 gennaio 2001  | T. Kobayashi                |
| 76936 - | 2001 AF49                | 15 gennaio 2001  | LINEAR                      |
| 76937 - | 2001 BA1                 | 17 gennaio 2001  | T. Kobayashi                |
| 76938 - | 2001 BR1                 | 17 gennaio 2001  | Spacewatch                  |
| 76939 - | 2001 BF3                 | 17 gennaio 2001  | LINEAR                      |
| 76940 - | 2001 BR3                 | 18 gennaio 2001  | LINEAR                      |
| 76941 - | 2001 BA5                 | 18 gennaio 2001  | LINEAR                      |
| 76942 - | 2001 BM13                | 21 gennaio 2001  | LINEAR                      |
| 76943 - | 2001 BS14                | 21 gennaio 2001  | T. Kobayashi                |
| 76944 - | 2001 BH15                | 21 gennaio 2001  | T. Kobayashi                |
| 76945 - | 2001 BX17                | 19 gennaio 2001  | LINEAR                      |
| 76946 - | 2001 BQ18                | 19 gennaio 2001  | LINEAR                      |
| 76947 - | 2001 BF19                | 19 gennaio 2001  | LINEAR                      |
| 76948 - | 2001 BH20                | 19 gennaio 2001  | LINEAR                      |
| 76949 - | 2001 BJ20                | 19 gennaio 2001  | LINEAR                      |
| 76950 - | 2001 BU26                | 20 gennaio 2001  | LINEAR                      |
| 76951 - | 2001 BV27                | 20 gennaio 2001  | LINEAR                      |
| 76952 - | 2001 BY27                | 20 gennaio 2001  | LINEAR                      |
| 76953 - | 2001 BB28                | 20 gennaio 2001  | LINEAR                      |
| 76954 - | 2001 BJ28                | 20 gennaio 2001  | LINEAR                      |
| 76955 - | 2001 BK31                | 20 gennaio 2001  | LINEAR                      |
| 76956 - | 2001 BQ32                | 20 gennaio 2001  | LINEAR                      |
| 76957 - | 2001 BV32                | 20 gennaio 2001  | LINEAR                      |
| 76958 - | 2001 BZ32                | 20 gennaio 2001  | LINEAR                      |
| 76959 - | 2001 BA33                | 20 gennaio 2001  | LINEAR                      |
| 76960 - | 2001 BG33                | 20 gennaio 2001  | LINEAR                      |
| 76961 - | 2001 BT33                | 20 gennaio 2001  | LINEAR                      |
| 76962 - | 2001 BS34                | 20 gennaio 2001  | LINEAR                      |
| 76963 - | 2001 BX35                | 18 gennaio 2001  | LINEAR                      |
| 76964 - | 2001 BZ38                | 19 gennaio 2001  | Spacewatch                  |
| 76965 - | 2001 BH45                | 20 gennaio 2001  | LINEAR                      |
| 76966 - | 2001 BT45                | 21 gennaio 2001  | LINEAR                      |
| 76967 - | 2001 BQ47                | 21 gennaio 2001  | LINEAR                      |
| 76968 - | 2001 BW49                | 21 gennaio 2001  | LINEAR                      |
| 76969 - | 2001 BX49                | 21 gennaio 2001  | LINEAR                      |
| 76970 - | 2001 BY50                | 28 gennaio 2001  | T. Kobayashi                |
| 76971 - | 2001 BA51                | 28 gennaio 2001  | T. Kobayashi                |
| 76972 - | 2001 BM51                | 16 gennaio 2001  | Spacewatch                  |
| 76973 - | 2001 BT53                | 17 gennaio 2001  | NEAT                        |
| 76974 - | 2001 BO54                | 18 gennaio 2001  | Spacewatch                  |
| 76975 - | 2001 BJ56                | 19 gennaio 2001  | LINEAR                      |
| 76976 - | 2001 BK58                | 21 gennaio 2001  | LINEAR                      |
| 76977 - | 2001 BB60                | 26 gennaio 2001  | LINEAR                      |
| 76978 - | 2001 BY60                | 29 gennaio 2001  | LINEAR                      |
| 76979 - | 2001 BT61                | 31 gennaio 2001  | W. K. Y. Yeung              |
| 76980 - | 2001 BS63                | 29 gennaio 2001  | LINEAR                      |
| 76981 - | 2001 BS65                | 26 gennaio 2001  | LINEAR                      |
| 76982 - | 2001 BV65                | 26 gennaio 2001  | LINEAR                      |
| 76983 - | 2001 BQ66                | 26 gennaio 2001  | LINEAR                      |
| 76984 - | 2001 BZ66                | 29 gennaio 2001  | LINEAR                      |
| 76985 - | 2001 BM68                | 31 gennaio 2001  | LINEAR                      |
| 76986 - | 2001 BY68                | 31 gennaio 2001  | LINEAR                      |
| 76987 - | 2001 BE69                | 31 gennaio 2001  | LINEAR                      |
| 76988 - | 2001 BQ69                | 31 gennaio 2001  | LINEAR                      |
| 76989 - | 2001 BR69                | 31 gennaio 2001  | LINEAR                      |
| 76990 - | 2001 BO70                | 30 gennaio 2001  | LINEAR                      |
| 76991 - | 2001 BJ72                | 31 gennaio 2001  | LINEAR                      |
| 76992 - | 2001 BR72                | 27 gennaio 2001  | NEAT                        |
| 76993 - | 2001 BB73                | 27 gennaio 2001  | NEAT                        |
| 76994 - | 2001 BW73                | 29 gennaio 2001  | Uppsala-DLR Asteroid Survey |
| 76995 - | 2001 BQ75                | 26 gennaio 2001  | Spacewatch                  |
| 76996 - | 2001 BN77                | 26 gennaio 2001  | LINEAR                      |
| 76997 - | 2001 BG80                | 21 gennaio 2001  | LINEAR                      |
| 76998 - | 2001 BJ82                | 18 gennaio 2001  | LINEAR                      |
| 76999 - | 2001 CN2                 | 1 febbraio 2001  | LINEAR                      |
| 77000 - | 2001 CU2                 | 1 febbraio 2001  | LINEAR                      |